# Cristianismo proto-ortodoxo

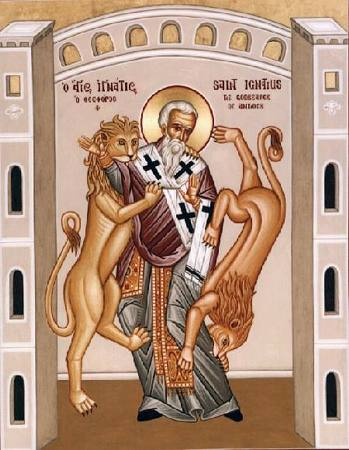
Ignacio de Antioquía, uno de los Padres Apostólicos, fue el tercer Patriarca de Antioquía, y es considerado un alumno de Juan el Apóstol. En el camino a su martirio en Roma, Ignacio escribió una serie de cartas que son ejemplos de la teología cristiana primitiva, incluyendo la modificación del sábado, el ascenso del obispo y la crítica a los llamados «judaizantes».

El término cristianismo protoortodoxo o protoortodoxia describe el movimiento cristiano primitivo que fue el precursor de la ortodoxia cristiana. Fue acuñado por Bentley Layton (un importante erudito del gnosticismo y coptólogo en Yale), pero a menudo se atribuye erróneamente al erudito del Nuevo Testamento Bart D. Ehrman. Ehrman sostiene que este grupo desde el momento en que se hizo prominente a finales del siglo tercero, "sofocó su oposición , afirmó que sus puntos de vista siempre habían sido la posición mayoritaria y que sus rivales eran, y siempre habían sido, 'herejes', que voluntariamente 'eligieron' rechazar la 'creencia verdadera'".  En contraste, Larry W. Hurtado sostiene que el cristianismo proto-ortodoxo tiene sus raíces en el Cristianismo del primer siglo.
Los conceptos básicos del cristianismo proto-ortodoxo establecen que los cuatro Evangelios nos dicen todo lo que necesitamos saber acerca de la vida de Jesús, su muerte y su resurrección. Ellos fueron quienes transmitieron todo el Nuevo Testamento que todavía se acepta como parte del canon actual. Junto con las Escrituras, son responsables de la transmisión de la jerarquía en la iglesia que vemos hoy. Similar a lo que se cree actualmente sobre Jesús, creyeron que Cristo era tanto divino como un ser humano. Ni una parte ni la otra ni nada de eso, sino totalmente ambos. Junto con esta creencia de Cristo hicieron hincapié en la Trinidad, que es el Padre (Dios), el Hijo (Jesucristo) y el Espíritu Santo; «Tres personas, pero sólo un Dios, el misterio en el corazón de la fe cristiana tradicional». Aunque esto parece común en el cristianismo de hoy, tuvieron algunas prácticas y aspectos que no son particularmente comunes hoy en día.
El martirio fue una gran parte del cristianismo proto-ortodoxo. Este fue hecho famoso (por decirlo así) por Ignacio, quien era obispo de Antioquía a comienzos del siglo II. Marcó la pauta para el martirio cuando él mismo se convirtió en un mártir de la fe. Fue capturado por los romanos por «actividades cristianas» (137 d. C.). Como era común en aquellos tiempos, serviría de alimento para las fieras. Estaba orgulloso de morir y no quería evitar el suplicio. Esperaba a las bestias que lo iban destrozar completamente, con la esperanza de que iba a ser «capaz de alcanzar a Dios». Después de Ignacio fue visto como un privilegio morir por la fe. De hecho, el martirio se convirtió en una manera de identificar a los verdaderos creyentes de los herejes. Si alguien no estaba dispuesto a morir por lo que creía, era visto como no dedicado a la fe.
Otra faceta de la fe fue la estructura de la iglesia. Era muy común, como lo es hoy en día, que la iglesia tenía un líder. Ignacio escribió varias cartas a varias iglesias instruyendo dejar que los líderes (por lo general los obispos) manejaran todos los problemas dentro de la iglesia. Los miembros supuestamente debían escuchar a los obispos ya que eran los líderes. «Sed sujetos al obispo como al mandamiento [...] es necesario considerar al obispo como al Señor mismo [...] No hagáis nada sin el obispo». El papel del obispo allanó el camino para la jerarquía en la iglesia que a menudo vemos en la actualidad.
Otro aspecto importante a mencionar sobre el cristianismo proto-ortodoxo es su opinión sobre los judíos y las prácticas judías. Un libro importante para ellos era la epístola de Bernabé. Este libro informaba a los «verdaderos» cristianos que los judíos de hecho no sabía cómo interpretar su propia Biblia. Se afirmaba que los judíos tomaron varias cosas en el Antiguo Testamento (como lo que no se debe comer, manteniendo el reposo y ayuno) literalmente, en lugar de conocer el verdadero significado. El autor consideraba incluso que Jesús era el motivo para que el Antiguo Testamento fuera escrito y que «los cristianos no judíos son los herederos de las promesas hechas a los patriarcas de Israel». A su juicio, «los judíos siempre se habían adherido a una religión falsa».

## Posición de Ehrman
Con el fin de formar un canon del Nuevo Testamento de obras únicamente cristianas, los cristianos proto-ortodoxos trabajaron a través de un proceso que se completó en Occidente a principios del siglo V. Atanasio, obispo de Alejandría, Egipto, en su carta de Pascua de 367, enumeró los mismos veintisiete libros del Nuevo Testamento que se encuentran en el Canon de Trento. El primer concilio que aceptó el presente canon del Nuevo Testamento pudo haber sido el Sínodo de Hipona en África del Norte (393); las actas de este consejo, sin embargo, se han perdido. Un breve resumen de las actas fue leído en y aceptado por los Concilios de Cartago en 397 y 419.
Según Ehrman, «los cristianos proto-ortodoxos argumentaban que Jesucristo nació a la vez divino y humano, pero que era un solo ser en lugar de dos, y que había enseñado a sus discípulos la verdad». Este punto de vista que él era «la unión de lo divino y lo humano» (unión hipostática) se opone tanto al adopcionismo (que Jesús era sólo un humano) como al docetismo (que Cristo era solamente divino).
Para Ehrman, en los evangelios canónicos, Jesús es caracterizado como un sanador judío que se relacionó principalmente con los rechazados, la gente que era percibida como escoria para el sistema judío. Los relatos de milagros no eran infrecuentes en una época «en el mundo antiguo [donde] la mayoría de la gente creía en milagros, o al menos en su posibilidad». Aunque la mayoría de los sanadores se beneficiaron de sus milagros, Jesús en cambio anduvo errante curando a los pobres y a los de mala reputación.

## Crítica
La visión cristiana tradicional es que la ortodoxia surgió para codificar y defender las tradiciones heredadas de los mismos Apóstoles. Hurtado sostiene que el «cristianismo proto-ortodoxo» de Ehrman estaba vinculado a, y confiado sobre, la expresión cristiana más antigua de la fe en la era apostólica:
[...] en un notable grado de devoción a Jesús, la proto-ortodoxia de inicios del siglo segundo representa una preocupación para preservar, respetar, promover y desarrollar lo que para entonces se convertían en expresiones tradicionales de la fe y reverencia, y que se había originado en los primeros años del movimiento cristiano. Es decir, la fe proto-ortodoxa tendió a afirmar y desarrollar las tradiciones devocionales y confesionales [...]. Arland Hultgren ha demostrado que las raíces de esta apreciación de las tradiciones de la fe en realidad se remontan profunda y ampliamente al cristianismo del primer siglo.